# بيل براي
بيل براي (بالإنجليزية: Bill Bray)‏ هو لاعب كرة قاعدة أمريكي، ولد في 5 يونيو 1983 في فرجينيا بيتش في الولايات المتحدة.

## وصلات خارجية
- بيل براي على موقع دوري كرة القاعدة الرئيسي (الإنجليزية)
- بيل براي على موقعبيزبول رفرنس.كوم (الدوري الرئيسي) (الإنجليزية)
- بيل براي على موقعبيزبول رفرنس.كوم (الدوري الثانوي) (الإنجليزية)
- بيل براي على موقع إي إس بي إن.كوم (أم.أل.بي) (الإنجليزية)
- بيل براي على موقع مشجعي الرسوم البيانية (الإنجليزية)